# Agonandra loranthoides
Agonandra loranthoides là một loài thực vật]] thuộc họ Opiliaceae. Đây là loài đặc hữu của Honduras. Chúng hiện đang bị đe dọa vì mất nơi sống.